# Anne Karin Elstad
Anne Karin Elstad (Halsa Municipality, 1938. január 19. – Oslo, 2012. április 4.) norvég regényíró. Julie című könyvsorozatáról ismert.

## Élete
Anne Karin Hestnes 1938. január 19-én született Halsában Johan Hestnes (1897-1980) és Jenny Roaldset (1900-1950) farmtulajdonos gyermekeként, és a norvégiai Møre og Romsdal megyében, Valsøyfjordban nőtt fel.
1959-től 1963-ig tanítói képesítést szerzett, és 1978-ig dolgozott a szakmában, mielőtt teljes munkaidőben az írásnak szentelte volna magát. Íróként 1976-ban debütált a Folket på Innhaug című regényével, amely az Innhaugban élő emberekről szóló népszerű sorozat négy regényének első darabja. A másik három cím: Magret (1977), Nytt rotfeste (1979) és Veiene møtes (1980).
Elstad a Julie-ról szóló négyrészes sorozatáról is ismert volt. Az első könyv címe Julie (1993) volt, ezt követte a Som dine dager er (Ahogy a napjaid) (1995), a Lenker (Láncok) (1998) és a Fri (Szabad) (2000).
Az Odel című regénye 2003-ban az egyik legkelendőbb könyv volt, a Hjem (2006) pedig már több mint 100 000 példányban kelt el, amikor elnyerte érte a Leserprisen díjat (az olvasók véleménye alapján odaítélt díj).
Emellett 1983 és 1987 között a Norvég Írók Szövetsége igazgatótanácsának tagja, 1991 és 1997 között pedig a Norvég Íróközpont igazgatótanácsának tagja volt.
2006. június 17-én az otnesbuktai régi iskolaépületben megnyílt az Elstad munkáiból készült összeállítás, ahol ő maga is jelen volt, hogy átvágja a megnyitó szalagot. William Nygaard, Tom Kristensen és Mia Bull-Gundersen az Aschehoug forlagtól szintén jelen volt a megnyitón, hogy megtisztelje Elstadot.
Halálakor a tizennegyedik, még cím nélküli regényén dolgozott. Nem tudni, meddig jutott, és hogy a könyv megjelenik-e vagy sem.

## Magánélet, egészség és halál
Elstad kétszer volt házas, először tanár kollégájával, Bjørn Elstaddal, akitől a vezetéknevét vette fel, 1961-től 1978-as válásukig. Újra férjhez ment a kiadó olvasójához, Birger Eide-hoz 1981-ben, tíz évvel később elváltak.
1986-ban Elstad elszenvedte első, bár kisebb mértékű agyvérzését. Ezt követően 1992-ben újabb sztrókot kapott, ami miatt részben lebénult. Ezt követően újra kellett tanulnia járni, beszélni és írni, ami majdnem nyolc évig távol tartotta az új könyvek írásától. Ezt követően az ösztrogénkezelés szókimondó kritikusa lett, mivel az növeli a stroke kockázatát.
2012. április 4-én otthonában halt meg, miután elszenvedte harmadik és egyben utolsó agyvérzését. Családja szerint kedvenc székében halt meg, miközben keresztrejtvényt fejtett, ami az egyik kedvenc tevékenysége volt.

## Könyvei
Elstad tizenhárom könyvet írt és adott ki élete során, és a tizennegyediken dolgozott, amikor 74 évesen, 2012-ben meghalt.

### Innhaugfolket
- Folket på Innhaug (1976)
- Magret (1977)
- Nytt rotfeste (1979)
- Veiene møtes (1980)

### Julie
- Julie (1993)
- Som dine dager er (1995)
- Lenker (1998)
- Fri (2000)

### Sorozaton kívüli művek
- Senere, Lena (1982)
- Sitt eget liv (1983)
- -for dagene er onde (1985)
- Maria, Maria (1988)
- Eg helsar deg, Nordmøre (1989)
- Odel (2003)
- Hjem (2006)

### Magyarul megjelent
- Mert a napok gonoszok (For dagene er onde) – Európa, Budapest, 1990 (Femina) · Fordította: Harrach Ágnes

## Díjai
- Bokhandlerprisen(wd) 1982, for Senere, Lena
- Mads Wiel Nygaards Endowment(wd) 1985
- Medlemmenes favorittbok, for Folket på Innhaug 1986
- Halsa(wd) municipality cultural prize 1997
- Møre og Romsdals county cultural prize 2003
- Den norske leserprisen 2003, for Odel
- Den norske leserprisen 2006, for Hjem

## Fordítás
- Ez a szócikk részben vagy egészben  az   Anne Karin Elstad című angol Wikipédia-szócikk fordításán alapul.  Az eredeti cikk szerkesztőit annak laptörténete sorolja fel. Ez a jelzés csupán a megfogalmazás eredetét és a szerzői jogokat jelzi, nem szolgál a cikkben szereplő információk forrásmegjelöléseként.